# Eua zebrina
Eua zebrina es una especie de molusco gasterópodo de la familia Partulidae en el orden de los Stylommatophora.

## Distribución geográfica
Es endémica de Samoa Americana.